# Kungsörnen
Kungsörnen är ett varumärke för mjöl, pasta, frysta produkter och olika typer av mat-, kak- och brödmixer som ägs av Lantmännen Cerealia, med huvudkontor och fabrik i Järna i Södertälje kommun.
Varumärket etablerades år 1929 då ett antal kvarnägare i Skåne slog sig samman i bolaget AB Kvarnintressenter och lanserade kärnvetemjöl under namnet Kungsörnen. Senare anslöt sig även kvarnar i Halland och Värmland. Bolaget blev då Sveriges största kvarnbolag.
År 1959 köpte Kungsörnen Upsala Ångqvarn i Uppsala och 1961 lanserades storsäljaren snabbmakaroner. Upsala Ångqvarn hade börjat tillverka pasta på 1940-talet i form av den första produkten Blixt Maccaroni.
År 1959 förvärvades P.O. Stokkebye Kvarnaktiebolag, inklusive bolagets anläggning i Agnesberg utanför Göteborg och de kända varumärkena AXA och Gyllenhammars Havregryn. Verksamheten flyttades till Järna år 1979.
År 1971 övertogs Saltsjökvarn i Stockholm, där produktionen pågick till år 1988.
Kungsörnen köpte år 1974 Bageri Skogaholm och år 1979 Korvbrödsbagarn.